# Gens Aburia
La gens Aburia fue una familia plebeya de la antigua Roma durante los últimos siglos de la República y el primer siglo del Imperio. El primer miembro de esta gens en alcanzar prominencia fue Marco Aburio, pretor peregrinus en 176 a. C.

## Ramas ycognomina
El primero de los Aburii que apareció en la historia no tenía ningún cognomen. La abreviatura Gem., probablemente para Gémino «gemelo» aparece en algunas monedas. Durante el primer siglo, se encuentra el apellido Basso. Las monedas de los Aburii no representan a miembros de la familia, pero representan el motivo popular de Heracles con una máscara de león.

## Miembros
- Marco Aburio, como tribuno de la plebe en 187 a. C., se opuso a la solicitud de un triunfo de Marco Fulvio Nobilior, pero su colega Tiberio Sempronio Graco lo convenció de que retirara su objeción. Fue pretor peregrinus en 176.[5]
- Cayo Aburio, enviado como embajador a Masinisa y Cartago en 171 a. C.[6]
- Cayo Aburio Gémino, triumvir monetalis en 134 a. C.[7]
- Marco Aburio Gémino, triunvir monetalis en 132 a. C.[7]
- Décimo Aburio Basso, cónsul suffecto en el 85 d. C., sirvió desde las calendas de septiembre hasta las calendas de noviembre.[8]